# Raman Vasiljuk
Raman Mikalaevič Vasiljuk (in bielorusso Раман Мікалаевіч Васілюк?, in russo Роман Николаевич Василюк?; Brėst, 23 novembre 1978) è un ex calciatore bielorusso, attaccante.

## Caratteristiche tecniche
Attaccante, può giocare come prima o seconda punta.

## Palmarès

### Club
- Campionato bielorusso: 2

Slavia-Mozyr: 2000
BATE Borisov: 2012
- Coppa di Bielorussia: 2

Slavia-Mozyr: 2000
FK Minsk: 2012-2013
- Campionato russo: 1

Spartak Mosca: 2001
- Coppa di Russia: 1

Spartak Mosca: 2002-2003

### Individuale
- Capocannoniere della Vyšėjšaja Liha: 2

2000 (31 gol), 2007 (24 gol)